# Estil Concertant
Estil Concertant (Valencia, 1998) agrupación musical creada por Marisa Esparza, interpreta en sus diferentes formaciones los autores más internacionales del barroco y el clasicismo europeo, incidiendo en los compositores españoles y valencianos del siglo XVIII, con el carácter y los instrumentos de época.

## Trayectoria
Han actuado entre otros en el III Festival de música Antigua i Barroca de Peñíscola, XVII Setmana de Música Antiga de Mataró, Saló Alfons el Magnànim de València, Salón de Honor de los Inválidos de París, XXXLX Semana de Música Religiosa de Cuenca, Semana de Música Sacra de Requena, II Festival de Música Antigua de Úbeda y Baeza, III Festival Internacional de Galicia, Festival José de Nebra de Calatayud, VI Festival de Música Sacra de Tenerife, Mayo Musical de Huesca, IV Ciclo de Cantatas de J.S.Bach en Madrid, Teatro Gayarre de Pamplona, en el ciclo de Músicas Históricas de León, ciclo de Música Sacra de Gran Canaria, además del Palau de la Música de Valencia, donde realizan los estrenos de los programas de recuperación de patrimonio musical.
Grupo residente en el Palau de la Música de Valencia en las temporadas de 2001 a 2006. Han recibido ayudas del Ministerio de Cultura - INAEM y de la Generalitat Valenciana - IVC. Han colaborado con el coro Victoria Musicae, la Capilla Real de Madrid, el Cor de la Generalitat Valenciana y la Orquesta Real Compañía de Ópera, entre otros y con directores como Josep R. Gil-Tàrrega, Isabel Serrano, Juan Luis Martínez, Hiro Kurosaki y Karl-Friedrich Beringer.  Han trabajado con musicólogos como MªSalud Álvarez, Lothar Siemens, Begoña Lolo y Giuseppe de Matteis.  Han sido socios fundadores de la extinta AEGIVE, Asociación Española de Grupos Instrumentales y Vocales Especializados y también de GEMA, Asociación de Grupos Españoles de Música Antigua.

## Recuperación de patrimonio musical
En 1999 participan por primera vez en la Semana de Música Sacra de Requena presentando su concierto de recuperación de patrimonio musical del compositor José de Nebra (1702-1768). Este proyecto se grabó para la SEdeM (Sociedad Española de Musicología) titulado "Dos Lamentaciones y Oficio de Difuntos para Fernando VI y Bárbara de Braganza".
También han rescatado obras de otros compositores como Pascual Fuentes, Francisco Morera, José Pradas, los hermanos Juan y José Pla, Joaquín García, José de Torres, José Lidón, Francesco Courcelle, Antonio Soler, Luis Misón, Antonio Rosales, Blas de Laserna, Antonio Montesinos y Vicente Martín y Soler.
En 2019 iniciaron el proyecto “Bach como punto de referencia”, junto el Cor de la Generalitat Valenciana, interpretando a Antonio Montesinos (1754 -1820), José Pradas (1689-1757) y Joan Baptista Cabanilles (1644 - 1712) coetáneos de J.S. Bach.

## Discografía
- "Dos Lamentaciones y Oficio de Difuntos para Fernando VI y Bárbara de Braganza". José de Nebra (1702-1768). Estil Concertant y Victoria Musicae. 1999. Isabel Serrano, concertino y Josep R. Gil-Tàrrega, director. SEdeM Patrimonio Musical Hispano 1
- "Villancicos al nacimiento". Maestros de la Capilla de Música del s. XVIII de la Catedral de Valencia. Estil Concertant. Juan Luis Martínez, director. 2000 - ARSIS 4180
- "Días de gloria y muerte" Missa Ludovicus Primus Rex Hispaniarum y Missa Defunctorum ad exequias Ludovici Primi Regis. José de Torres (1670-1738).  ESTIL CONCERTANT. Josep R. Gil-Tàrrega, director. 2001. SEdeM Patrimonio Musical Hispano 6
- "Todo ceda al amor" Música española del siglo XVIII. Estil Concertant. Jordi Domènech, contratenor. 2003 - ARSIS 4186
- "Sonatas para dos flautas traveseras y bajo" Juan y/o José Pla (s. XVIII). Estil Concertant: Marisa Esparza y Fernanda Teixeira, flautas traveseras. Harm Jan Schwitters, violonchelo. Pablo Zapico, guitarra, tiorba. Carlos García-Bernalt, clave. 2006 - ARSIS 4196
- "Ay! qué prodigio" Tonadas, villancicos y cantadas para voz solista con instrumentos. Joaquín Garcia (1710?-1779). Estil Concertant. Olga Pitarch, soprano. 2009. SEdeM Patrimonio Musical Hispano 20
- "Tríos y divertimentos" Franz Joseph Haydn (1739-1809) Estil Concertant:  Hiro Kurosaki, violín. Marisa Esparza y Fernanda Teixeira, flauta travesera. Harm Jan Schwitters, violonchelo. 2011 - ARSIS 4230